# طلوع پروس
طلوع پروس (انگلیسی: Rise of Prussia) یک بازی استراتژی جنگی است که توسط پارادوکس فرانسه ساخته و به دست پارادوکس اینتراکتیو منتشر شده‌است. این بازی در ۲۴ آوریل ۲۰۰۹ معرفی و در ۹ مارس ۲۰۱۰ منتشر شد.
این بازی دربارهٔ جنگ هفت‌ساله بین قدرت‌های اروپایی است.

## بازخوردها
طلوع پروس در زمان انتشار، نقدهای منفی و مختلط گرفت. در متاکریتیک بر اساس ۶ نقد این بازی نمره ۵۴ از ۱۰۰ دارد.